# 雪莉 (漫畫)
《雪莉》（日语：シャーリー），是森薰創作的日本漫畫作品。有別於《艾瑪》的維多利亞時期背景，本作為愛德華時期。

## 概要
原是森薰同人誌時期的作品《Shirley Medison》，2006年10月以降不定期新作發表，為其出道前最初真正描繪的漫画。
同人誌時期全5話收錄在2003年首部單行本，從2014年的第2卷開始收錄新作。

## 故事簡介
經營咖啡廳的貝妮特·克蘭莉，招募女僕卻粗心忘了註明年齡限制，而收留孤苦無依的雪莉·麥迪遜，就此展開兩人之間的日常生活……。

## 登場人物
雪莉·麥迪遜（Shirley Madison）
看到求人廣告前來應徵的13歲黑髮少女。無依無靠，有點女僕的工作經驗，年紀雖小但非常優秀，煮飯、打掃等家事表現出色，並有裁縫的才能，工作上顯露出完美主義者的一面。仰慕主人貝妮特的樣子。
作者受到《魔女宅急便》主角影響的設定。名字由来：「雪莉」出自秀蘭·鄧波兒、「麥迪遜」則取諧音。
貝妮特·克蘭莉（Bennett Cranley）
雪莉的主人，28歲，單身的金髮美女。原是上流階級的千金小姐，因此生性樂觀。兩親死後，忙著「蒙娜麗莎」店中的生意，沒空打掃家裡，於是徵求女僕。
常客老伯
貝妮特店裡的無名龍套常客。作品《妮莉與我的某日午後》，以及同貝妮特在《瑪麗·班克斯》客串出場。

## 單行本
首部單行本除《雪莉》外，亦收錄同人誌時期作品《妮莉與我的某日午後》（Me and Nellie and One Afternoon）和《瑪麗·班克斯》（Mary Banks）。
| 卷數 | Enterbrain    | Enterbrain             | 台灣角川      | 台灣角川               |
| 卷數 | 發售日期      | ISBN                   | 發售日期      | ISBN                   |
| ---- | ------------- | ---------------------- | ------------- | ---------------------- |
| 1    | 2003年2月24日 | ISBN 978-4-7577-1313-0 | 2006年9月25日 | ISBN 978-986-174-151-2 |
| 2    | 2014年9月13日 | ISBN 978-4-0472-9917-7 | 2015年5月13日 | ISBN 978-986-366-514-4 |

## 其它
- 本作在背景解說上發生資訊不統一的情形，首部單行本瑞典版同日版為維多利亞時期[9][10]，台版跟美版、第2卷後記[3]均指出是愛德華時期。

- 當時視為《艾瑪》附加物[6]，首部單行本並不設定卷數；隨著2006年10月新作刊載，其後美版（2008年）在官網上標明「VOL. 1」[2]。